# Вілямовиці (Цешинський повіт)
Вілямовиці (пол. Wilamowice) — село в Польщі, у гміні Скочув Цешинського повіту Сілезького воєводства.
Населення — 504 особи (2011).
У 1975-1998 роках село належало до Бельського воєводства.

## Демографія
Демографічна структура станом на 31 березня 2011 року:
|          | Загалом | Допрацездатний вік | Працездатний вік | Постпрацездатний вік |
| -------- | ------- | ------------------ | ---------------- | -------------------- |
| Чоловіки | 254     | 56                 | 176              | 22                   |
| Жінки    | 250     | 55                 | 150              | 45                   |
| Разом    | 504     | 111                | 326              | 67                   |